# Штелеров морски лав
Штелеров морски лав (Eumetopias jubatus) је врста сисара из реда звери и породице ушатих фока (Otariidae). Врста је име добила по немачком истраживачу и природњаку Георгу Штелеру. Назива се и северни морски лав.

## Распрострањење
Ареал врсте покрива средњи број држава у субарктичком и умереном појасу северне полулопте Земље. Врста је присутна у Кини, Јапану, Канади, Сједињеним Америчким Државама, Русији, Северној Кореји и Јужној Кореји.

## Угроженост
Ова врста се сматра скоро угроженом.